# 本山文平

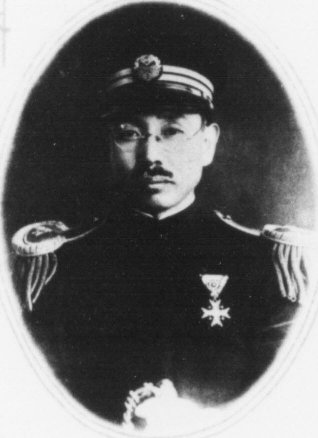
本山文平

本山文平（もとやま ぶんぺい、1882年—1980年9月13日），本籍日本新潟縣，東京帝國大學畢業，為日本大正時代之台灣日治時期政府官員。

## 生平
1910年本山文平自東京帝國大學法科大學畢業，進入台灣總督府專賣局工作。1924年奉令接替常吉德壽擔任台灣台中州知事。管轄今台中市、台中縣、彰化縣、南投縣等區域。

### 分化臺灣文化協會
1926年10月，轉任臺灣總督府警務局長，直到1928年7月卸任。在職期間制定〈台灣文化協會對策〉分化臺灣文化協會，“趁著文化協會幹部間有內鬨情形.試推助之，內鬨乃漸趨熾烈.....乘文化協會會則修訂之際，使兩者完全分離、極端對立”。1927年5月15日，林獻堂為了避開文協派系紛擾，與次子林猶龍從基隆搭日本郵輪，出發環遊世界。

### 禁止臺灣民黨
台灣文化協會的溫和派與急進派不斷的衝突、交惡的結果，溫和派舊幹部另起新的政治結社，1927年5月決定成立臺灣民黨。警務局長本山文平發表〈關於禁止台灣民黨聲明〉，“以本島島民或本島人這樣可以表示的名稱很多，為何特意要標舉臺灣人全體?....像這種違背統治根本方針、妨害內臺和睦、標榜民族自決的結社，是絕對不會被容許的”。1927年6月7日，文協舊幹部派決定改以臺灣民眾黨為名，重新提出申請。
1929年被任命為大分縣知事，翌年1930年轉任熊本縣知事，至1931年12月18日休職，1932年1月29日退休。
1980年9月13日晚上7點50分因心臟衰竭於東京都世田谷區上北澤3丁目19-18番地的自宅中逝世，享年98歲。告別式於9月16日下午1點舉行。

## 家庭
- 長子－本山宏

## 文獻
- 劉寧顏編，《重修台灣省通志》，台北市，台灣省文獻委員會，1994年。
- 岡本真希子『植民地官僚の政治史 - 朝鮮・台湾総督府と帝国日本』三元社、2008年、442-443頁。
- 秦郁彦編『日本官僚制総合事典：1868 - 2000』東京大学出版会、2001年、202頁。

| 官衔              | 官衔                                     | 官衔                |
| ----------------- | ---------------------------------------- | ------------------- |
| 前任： 常吉德壽   | 台中州知事 1924 - 1926                   | 繼任： 三浦碌郎     |
| 前任： 坂本森一   | 台灣總督府警務局長 1926/10/12－1928/7/21 | 繼任： 大久保留次郎 |
| 前任： 久米成夫   | 大分縣知事 官選第26代：1929 - 1930       | 繼任： 阿部嘉七     |
| 前任： 大森吉五郎 | 熊本縣知事 官選第23代：1930 - 1931       | 繼任： 山下謙一     |